# Cèsar Olivé Gumà
César Olivé Gumà (Barcelona, 1883 – Barcelona, 19 de juliol de 1956) fou un metge i cirurgià català.
Era fill de Francesc Olivé Maristany (el Masnou, 1851 – Barcelona, 1923) i de Mercè Gumà Surís, filla de l'empresari Francesc Gumà i Ferran. Eren sis germans. El seu pare va donar nom al passatge Olivé i Maristany, de Barcelona, per comprar els terrenys del passatge.
Es va llicenciar en medicina i cirurgia als 22 anys a la Universitat de Barcelona. Fou doctor i director de servei de cirurgia infantil de l'Hospital de la Santa Creu i Sant Pau de Barcelona, ubicat al Pavelló de Sant Frederic, des de 1929 fins a 1953. Durant 52 anys va treballar a les places de toros de Barcelona, primer com a infermer i després com a metge cirurgià titular. El 1926 va obrir la clínica que duu el seu nom (Clínica Olivé Gumà), i que era llavors coneguda com la clínica dels toreros, perquè era on s'atenien els toreros que venien a la ciutat.
Es va casar amb Mercè Millet Cunill (el Masnou, 1888 – Barcelona, 1985), germana de Josep Jaume Millet Cunill. Tingueren nou fills i un d'ells, Francesc Olivé Millet (1920–1975), també fou metge cirurgià. Després de la mort del seu pare va ser nomenat metge titular de les places de toros de Barcelona i va continuar dirigint la clínica del seu pare.
Fou enterrat al cementiri del Masnou. L'any 1958, el Masnou li va dedicar un carrer anomenat "Carrer del Doctor Olivé Gumà".